# 東京カンカンブラザーズ
東京カンカンブラザーズは日本の劇団。
主宰の川口清人が、全作品の脚本・演出を手掛ける。

## 概要
2011年4月　旗揚げ。旗揚げ公演終了後、内藤千紗、石塚あつこ、畠山U輔が劇団員として所属。
2015年4月　最中翔太、渡辺栄子が入団。
2015年5月　畠山Ｕ輔が退団。
2015年7月　辻博己が入団。
2015年12月　渡辺栄子が退団。
毎年２～３回のペースで本公演を行いながら、劇団員それぞれが映像や舞台の客演など積極的に活動している。

## メンバー
＊川口清人
＊内藤千紗
＊石塚あつこ
＊最中翔太
＊辻博己

## 作品
- 2011年4月　 旗揚げ公演「ガレージのダンデライオン」　　（新宿サンモールスタジオ）
- 2011年10月　第２回公演「雲心〜コウモリが見た光～」　　（シアターブラッツ）
- 2012年4月　 第３回公演「溺愛〜何かが足りない日曜日～」（新宿サンモールスタジオ）
- 2012年10月　第４回公演「ピエロの涙と僕の羽根」　　　　（中野テアトルＢＯＮＢＯＮ）
- 2013年4月　 第５回公演「Dear.パパ〜地球が逆に回っても」（中野 ザ・ポケット）
- 2013年9月 　第６回公演「痛いほど狂おしい選択」　　　　（中野ザ・ポケット）
- 2014年4月　 第７回公演「春がハーモニカを吹く理由」　　（中野ザ・ポケット）
- 2014年9月　 第８回公演「薄い黄色のカーディガン」　　　（中野ザ・ポケット）
- 2015年4月　 第９回公演「GOLD RAIN ～金色の雨～(大阪人情編、東京下町編)」（吉祥寺シアター）
- 2015年9月　第10回公演「Grooming beauty～姫と王子と不思議なお城～」（中野ザ・ポケット）
- 2016年4月　第11回公演「ブギーな月夜／ウギーな桜」　　　（中野劇場MOMO）
- 2016年9月　すわいつ企画第2案　東京カンカンブラザーズさんとコラボしてみてはどうだろう公演　　　　　　　　　　　　　　　　　　　　　　　　　　　　　　　　　　　　「ニュー俺ラップ～韻フンデミル？～」　　　（中野テアトルBONBON）
- 2017年4月　第13回公演「トビウオの翼」　　　（中野ザ・ポケット）